# Sidonie au Japon
Pour plus de détails, voir Fiche technique et Distribution.
Sidonie au Japon est un film franco-germano-nippo-suisse réalisé par Élise Girard, sorti en 2023,.
Il est présenté en avant-première mondiale, en compétition, à la Mostra de Venise 2023.

## Synopsis
Bien que son roman à succès soit réédité au Japon, une écrivaine arrive au Soleil levant et, accompagnée de son éditeur japonais, y découvre les traditions du pays. Elle s'y perd peu à peu, et elle est hantée par le fantôme de son mari.

## Fiche technique
Sauf indication contraire, les informations mentionnées dans cette section peuvent être confirmées par la base de données cinématographiques Unifrance,  présente dans la section « Liens externes ».
- Titre original : Sidonie au Japon
- Réalisation : Élise Girard
- Scénario : Maud Ameline, Sophie Fillières et Élise Girard
- Musique : Gérard Massini
- Décors : Reinhild Blaschke
- Costumes : Khadija Zeggaï
- Photographie : Céline Bozon
- Son : Masaki Hatsui et Nicolas van Deth
- Montage : Thomas Glaser
- Production : Sébastien Haguenauer
- Coproduction étrangère : Elena Tatti, Felix Von Boehm et Michiko Yoshitake
- Sociétés de production : 10:15 Productions ; Film-In-Evolution, Les Films du Camélia et Mikino (coproductions françaises) ; Box Productions, Fourier Films et Lupa Film (coproductions étrangères)
- Sociétés de distribution : Art House Films (France) ; Majestic Filmverleih (Allemagne), Outside The Box (Suisse romande)
- Budget : 2,3 millions d'euros[réf. nécessaire]
- Pays de production :  France,  Allemagne,  Suisse,  Japon
- Langue originale : français, japonais
- Format : couleur – 1,66:1 – son 5.1
- Genre : drame, romance
- Durée : 95 minutes
- Dates de sortie :
  - Italie : 1er septembre 2023 (Mostra de Venise)[3]
  - France : 3 avril 2024
  - Allemagne : 18 juillet 2024

## Distribution
- Isabelle Huppert[5] : Sidonie Perceval
- Tsuyoshi Ihara : Kenzo Mizoguchi
- August Diehl : Antoine Perceval

## Tournage
Le tournage devait, à l'origine, débuter en septembre 2021 à Kyoto, avant d'être annulé en raison de la pandémie de Covid-19. Il commence finalement en juin 2022, pour s'achever en juillet. Il a également lieu à Naoshima (Kagawa) et en France.
Le prénom de l'héroïne est choisi pour rendre hommage à l'écrivaine Colette.